# Аутов, Рахимжан Рахмединович
Рахимжан Рахмединович Аутов (30 ноября 1939, Алматы — 21 апреля 1999, Алматы) — казахский экономист, доктор экономических наук (1980), профессор (1982), академик Академии сельскохозяйственных наук РК (1997).

## Биография
В 1962 году окончил Казахский сельскохозяйственный институт. В 1995—1999 годах профессор Казахской государственной академии управления. Основные научные труды посвящены вопросам совершенствования эффективности сельскохозяйственного производства в зерновых, овцеводческих, скотоводческих, свекловодческого и табаководческого хозяйствах республики. Аутов читал курс лекций по экономике в ведущих университетах Испании (1989).

## Сочинения
- Концентрация и кооперация сельскохозяйственного производства. - М., 1980;
- Агробизнес теориясы және тәжірибесі. - А., 1997.